# チースティエ・プルーディ駅 (ソコーリニチェスカヤ線)
チースティエ・プルーディ駅（チースティエ・プルーディえき、ロシア語: Чистые пруды）はモスクワ地下鉄・ソコーリニチェスカヤ線の駅で、クラースヌィエ・ヴォロータ駅とルビャンカ駅の間にある。

## 歴史
1933年春に建設が開始され、1935年5月15日に開業した。ソコリニキ駅 - パールク・クリトゥールイ駅間はモスクワ地下鉄最初の営業区間である。

## 乗換
- カルーシュスコ＝リーシュスカヤ線（6号線）：トゥルゲーネフスカヤ駅
- リュビリーンスコ＝ドミトロフスカヤ線（10号線）：スレチェンスキー・ブリヴァル駅